# Consejo Superior de Investigaciones Científicas
El Consejo Superior de Investigaciones Científicas (CSIC) es un organismo público español, adscrito al Ministerio de Ciencia, Innovación y Universidades. Jurídicamente se trata de una agencia estatal con la consideración de organismo público de investigación. Su objetivo fundamental es desarrollar y promover la investigación en beneficio del progreso científico y tecnológico, por lo que está abierta a la colaboración con entidades españolas y extranjeras. Según la clasificación SIR World Report 2012, es la mayor institución pública dedicada a la investigación en España, habiendo llegado a ser la novena del mundo en 2012, según el SIR World Report 2012: Global Ranking (elaborado por SCImago Institutions Rankings) y la 16.ª en 2017 y la 21.ª en 2022.
Tiene carácter multidisciplinar y realiza investigaciones avanzadas en todas las áreas científicas gracias a sus 121 institutos y tres centros nacionales distribuidos en todas las comunidades autónomas de España. Con datos de 2009, el CSIC contaba con el 6 % del personal dedicado a la investigación y el desarrollo en España, generando aproximadamente el 20 % de la producción científica nacional. Además, gestiona un conjunto de importantes infraestructuras, la red más completa y extensa de bibliotecas especializadas y cuenta con unidades mixtas de investigación. Cuenta con una delegación en Bruselas. El CSIC entrega como galardón para distinguir a personas o entidades la Medalla de Oro del CSIC.
Su logotipo hace referencia a El árbol de la ciencia, obra de Ramon Llull, que se menciona en la ley que da lugar a su nacimiento.

## Historia

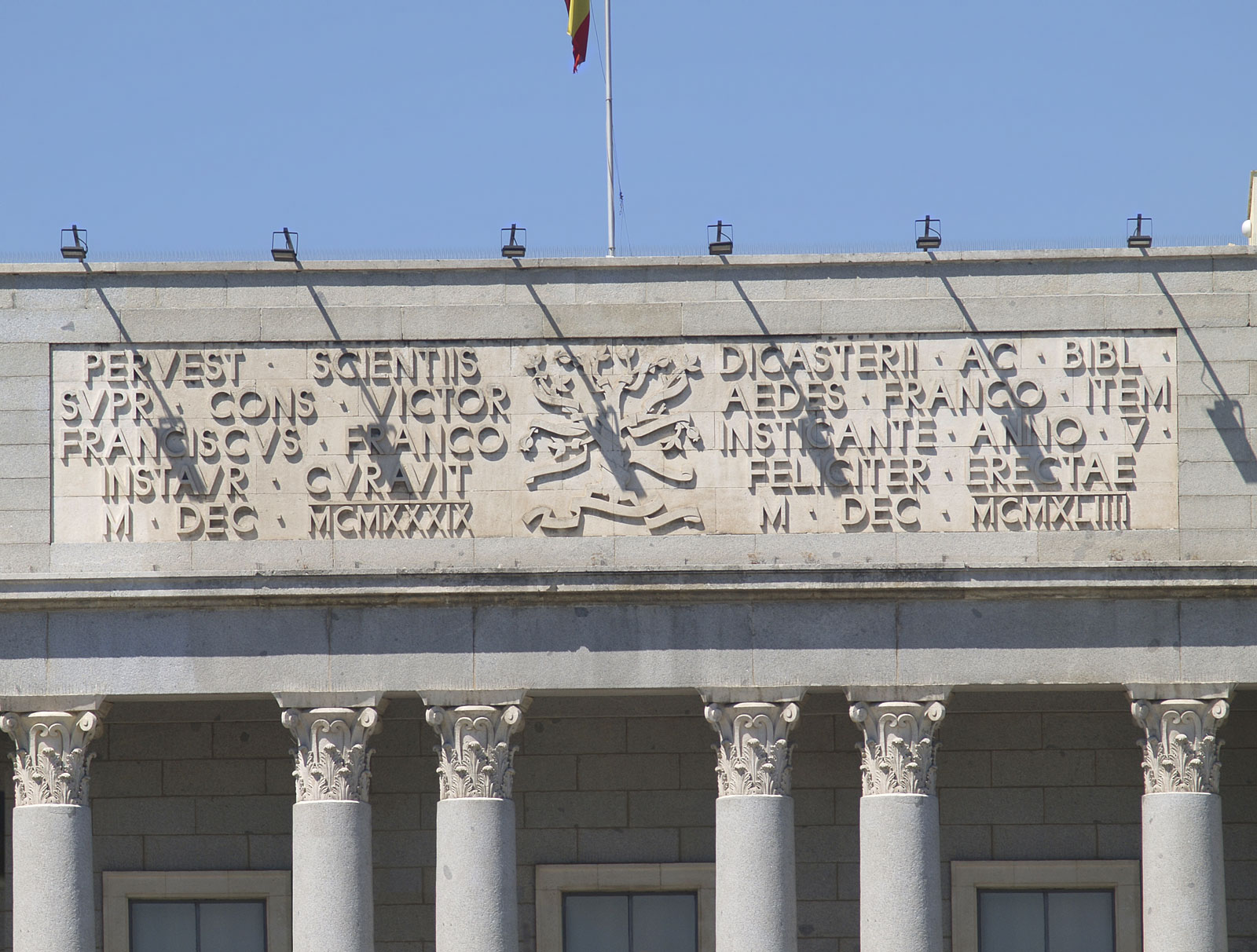
Inscripción que celebraba la victoria de Franco en el frontal del edificio principal del CSIC, obra de Miguel Fisac. Fue retirada en 2010 en aplicación de la Ley de Memoria Histórica.

El CSIC actual entronca con la Junta para Ampliación de Estudios e Investigaciones Científicas (JAE) (1907–1939) que, surgida en el seno de la Institución Libre de Enseñanza e inspirada en la filosofía krausista, fue la institución encargada, con algunos éxitos notables, de sacar a la ciencia española de su atraso[¿cuál?]. Sin embargo, la JAE fue desmantelada por un decreto del gobierno de Burgos de 19 de mayo de 1938, traspasando sus servicios al Instituto de España y a las universidades.
El Consejo Superior de Investigaciones Científicas fue creado tras la Guerra Civil sobre la base organizativa y estructural que había establecido la Junta para Ampliación de Estudios e Investigaciones Científicas (JAE) desde 1907, aunque la incorporación de los bienes de la JAE en el recién creado CSIC no fue ni amable ni integradora. El CSIC fue el heredero material, aunque no intelectual, de la JAE. La ley fundacional, de 24 de noviembre de 1939, resumía así los fines a los que debía servir: «… Hay que imponer, en suma, al orden de la cultura, las ideas esenciales que han inspirado nuestro Glorioso Movimiento, en las que se conjugan las lecciones más puras de la tradición universal y católica con las exigencias de la modernidad». Ver en la biblioteca de la Real Academia de Ciencias Morales y Políticas, Orden Ministerial de 10 de abril de 1939: Formulación de promesa escrita del juramento académico de los investigadores del CSIC).
El espíritu que animaba a su fundador y primer presidente, José Ibáñez Martín, lo expresan estas palabras de su discurso inaugural:

Queremos una ciencia católica. Liquidamos, por tanto, en esta hora, todas las herejías científicas que secaron y agostaron los cauces de nuestra genialidad nacional y nos sumieron en la atonía y la decadencia. [...] Nuestra ciencia actual, en conexión con la que en los siglos pasados nos definió como nación y como imperio, quiere ser ante todo católica.

Fue primer presidente del CSIC José Ibáñez Martín, de la Asociación Católica Nacional de Propagandistas, que era también ministro de Educación en el segundo gobierno de Francisco Franco y presidente del Consejo de Estado; vicepresidente fue fray José López Ortiz, luego obispo de Tuy; y secretario general, e ideólogo, José María Albareda Herrera, sacerdote y miembro del Opus Dei.

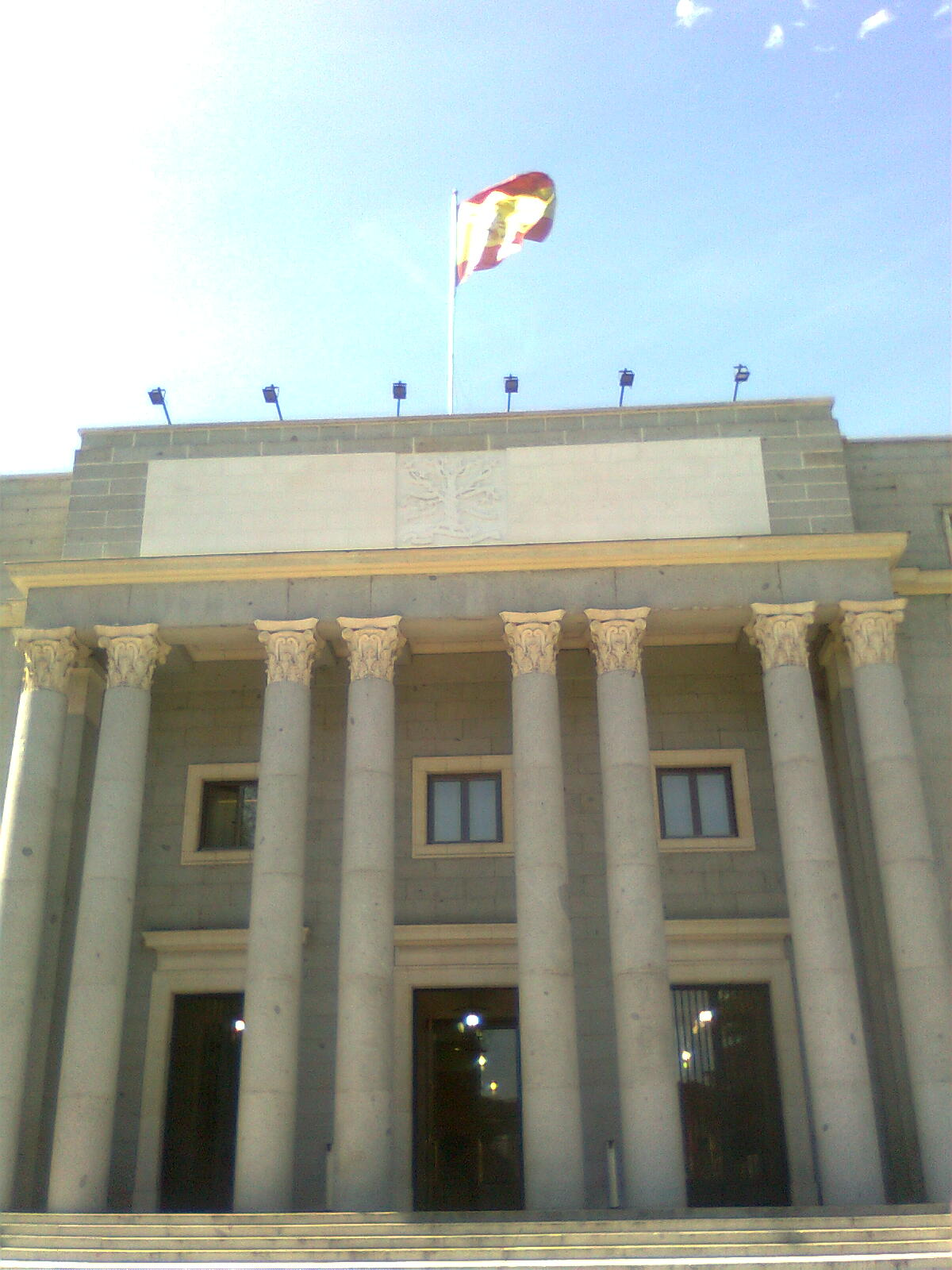
Entrada principal al CSIC con el frontispicio actual, reforma solicitada por la Plataforma en defensa de la JAE y de la ILE. Septiembre de 2010.

Sin embargo, tras haber transcurrido más de sesenta años de aquel traumático proceso, se puede afirmar que el CSIC y algunas de sus instituciones anejas, como la conocida y celebrada Residencia de Estudiantes, han contribuido a articular y desarrollar el espíritu de la Transición, identificándose mejor con la antigua Junta para Ampliación de Estudios de Cajal, Cabrera o Bolívar, que con el CSIC del período fundacional, el de Ibáñez Martín y Albareda.
Respecto a la continuidad material, ya que no de filosofía, con la Junta para Ampliación de Estudios, es preciso hacer referencia a que los responsables de la fundación del CSIC (en particular su primer secretario general, José María Albareda, catedrático de la Facultad de Farmacia de la Universidad de Madrid y responsable primero de las características organizativas y funcionales sobre las que se edificó el Consejo) decidieran mantener la sede central del organismo en el complejo de los Altos del Hipódromo. La dinámica del CSIC determinó la construcción de nuevos edificios: también el CSIC integró fundaciones de la JAE, como el Museo de Ciencias Naturales, el Centro de Estudios Históricos (que estuvo ubicado en la calle de Medinaceli) y el emblemático Instituto Rockefeller, hoy Instituto de Química-Física Blas Cabrera, contribuyendo así a fortalecer, a pesar de tantas circunstancias políticas contrarias, los nexos históricos de unión entre la vieja JAE y el CSIC.
El Consejo tuvo que afrontar muy pronto la cuestión de la expansión. El período autárquico reclamó del CSIC el apoyo tecnológico para mantener la supervivencia de la industria. De esta tarea se encargó el Patronato Juan de la Cierva. Este Patronato incorporó al Instituto de la Construcción Eduardo Torroja, y desarrolló institutos y centros orientados al apoyo de la industria, como el Instituto de Física Aplicada Torres Quevedo y el Centro Nacional de Química Orgánica, hoy dedicado a Manuel Lora-Tamayo, y otros centros tecnológicos como el Instituto del Frío y el Centro Nacional de Investigaciones Metalúrgicas (CENIM). El siguiente paso en la expansión de los centros e institutos tecnológicos del binomio Patronato Juan de la Cierva-CSIC, en áreas emergentes como automática y robótica, fermentaciones industriales, cerámica y vidrio, que requerían espacios para plantas industriales, optó por ubicar los mismos en Arganda del Rey.
El desarrollo de la biología, un área en la que el CSIC ha destacado de acuerdo con la tradición española, se inició con la puesta en marcha en la década de 1950 del Centro de Investigaciones Biológicas (CIB) y se completó con el nuevo edificio del Instituto Cajal. La gran explosión de la investigación en bioquímica y biología molecular en la que el CSIC asumió un evidente liderazgo en el ámbito español, reclamó una estrategia expansiva y de colaboración con la Universidad Autónoma de Madrid, que fue receptiva institucionalmente al desafío que se presentaba. La Facultad de Medicina acogió al Instituto de Enzimología, liderado por  bioquímico español Alberto Sols. Posteriormente, el campus de Canto Blanco fue el lugar escogido para la instalación del Centro de Biología Molecular, un centro mixto CSIC-UAM. Como fruto de esta línea de colaboración entre el CSIC y la Universidad Autónoma de Madrid, apoyada ésta por la capacidad territorial del campus de Canto Blanco, nuevos centros e institutos del Consejo Superior de Investigaciones Científicas, el Centro Nacional de Biotecnología, el Instituto de Materiales, el Instituto de Catálisis, el Instituto de Cerámica y Vidrio se han instalado en dicho campus o están en vías de hacerlo.
En 2007 se constituye como agencia estatal, para dotarlo de mayor flexibilidad e independencia en la gestión de su presupuesto. La pieza fundamental es el contrato programa que debe renovarse cada cuatro años. Este contrato programa supone autonomía para la gestión de los presupuestos, la oferta de empleo y las retribuciones del personal, que están ligadas al cumplimiento de objetivos.
En el año 2021 se reorganizan los Organismos Públicos de Investigación, y en la agencia estatal CSIC se integran el Instituto Nacional de Investigación y Tecnología Agraria y Alimentaria (INIA), el Instituto Geológico y Minero de España (IGME) y el Instituto Español de Oceanografía (IEO) como centros nacionales.
Según el Real Decreto 202/2021, de 30 de marzo de 2021, el CSIC podrá tener la consideración de medio propio personificado y servicio técnico de la Administración General del Estado y de aquellos poderes adjudicadores dependientes de ella, que podrán realizarle encargos previo cumplimiento de los requisitos establecidos en el artículo 32 de la Ley 9/2017, de 8 de noviembre, de Contratos del Sector Público.

## Funciones

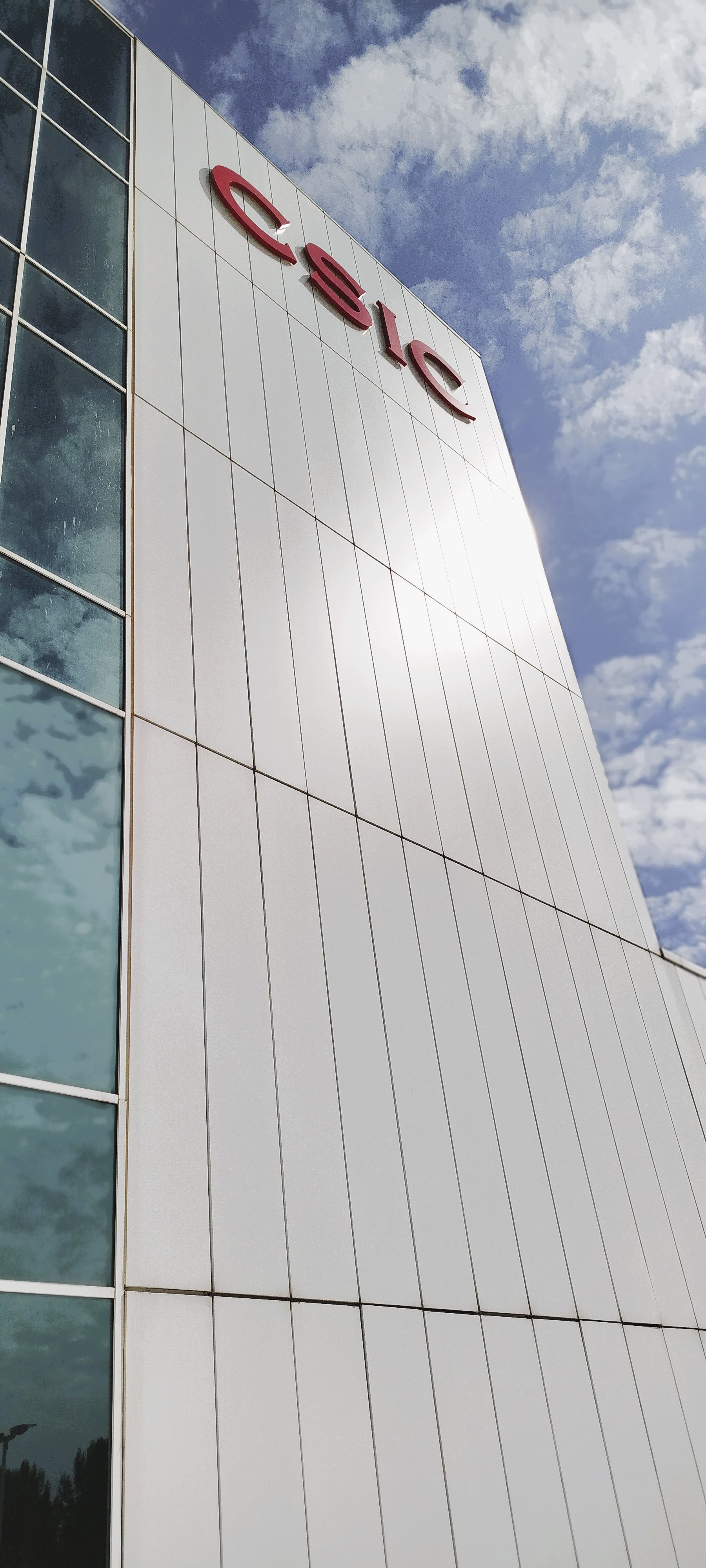
Logotipo del CSIC en el Ci2A.

El Artículo 5 del Real Decreto 202/2021 de 30 de marzo de 2021, atribuye al CSIC las siguientes funciones:
- Promover y realizar investigación científica y tecnológica y el seguimiento, la evaluación y la divulgación de sus resultados.
- Transferir a la sociedad los resultados de la investigación científica y tecnológica, garantizando su adecuada protección; y contribuir a la creación de empresas de base tecnológica.
- Fomentar la formación de equipos multidisciplinares mediante Plataformas Temáticas y Redes Científicas, con participación de agentes públicos o privados, especialmente las universidades.
- Gestionar servicios e infraestructuras científico-técnicas para su prestación al CSIC y a entidades públicas y privadas.
- Formar personal científico, técnico y de gestión de la ciencia y la tecnología, así como colaborar con las universidades en la investigación científica y tecnológica y en las enseñanzas especializadas y de postgrado.
- Contribuir a la vertebración territorial y funcional del Sistema Español de Ciencia, Tecnología e Innovación mediante Institutos, Centros Nacionales y otras unidades de investigación, propios o en colaboración con otros agentes.
- Potenciar el modelo de Ciencia en Abierto para la publicación de los resultados científicos y tecnológicos, incluyendo su impresión, distribución, comercialización y venta.
- Fomentar la cultura científica, tecnológica y de innovación en la sociedad, impulsando la vocación investigadora, con especial atención a la igualdad entre mujeres y hombres, así como colaborar en la actualización de conocimientos y formación en ciencia y tecnología del profesorado de enseñanzas no universitarias.
- Promover la internacionalización de la investigación científica y técnica, especialmente en el ámbito de la Unión Europea, fomentando la movilidad de su personal, la participación en proyectos y organismos internacionales y la creación de centros de investigación.
- Informar, asistir y asesorar en materia de ciencia y tecnología a entidades públicas y privadas, conforme a principios de suficiencia financiera, imparcialidad, independencia y confidencialidad. De forma especial, el CSIC prestará asistencia a la Administración General del Estado mediante el ejercicio de las siguientes funciones:

- Participar en el diseño, la ejecución y la evaluación de las políticas científicas y tecnológicas que determine el Ministerio de adscripción.
- Constituir o designar las unidades de referencia que determine el Gobierno o el Ministerio de adscripción para la prestación de los servicios de    laboratorio nacional de referencia o autoridad nacional similar.
- Participar y representar al Estado en entidades y organizaciones, nacionales o extranjeras, vinculadas a la investigación científica y técnica.
- Contribuir a la definición de las políticas públicas para prevenir o paliar desastres naturales y otras situaciones de emergencia nacional.
- Realizar las actuaciones que le encomienden los Ministerios competentes en la ejecución de las políticas del Gobierno relativas a la investigación y tecnología agraria y alimentaria y a la protección del medio ambiente; la oceanografía, las pesquerías y el medio marino; y la ciencia y las tecnologías de la Tierra, así como en relación con otras políticas del Gobierno respecto de las cuales se constituya en el CSIC un Centro Nacional.
- Cualesquiera otras encaminadas a desarrollar o potenciar la investigación científica y tecnológica o el asesoramiento científico-técnico que le atribuya la normativa o le encomiende el Gobierno, en especial para contribuir al logro de los Objetivos de Desarrollo Sostenible.

## Áreas

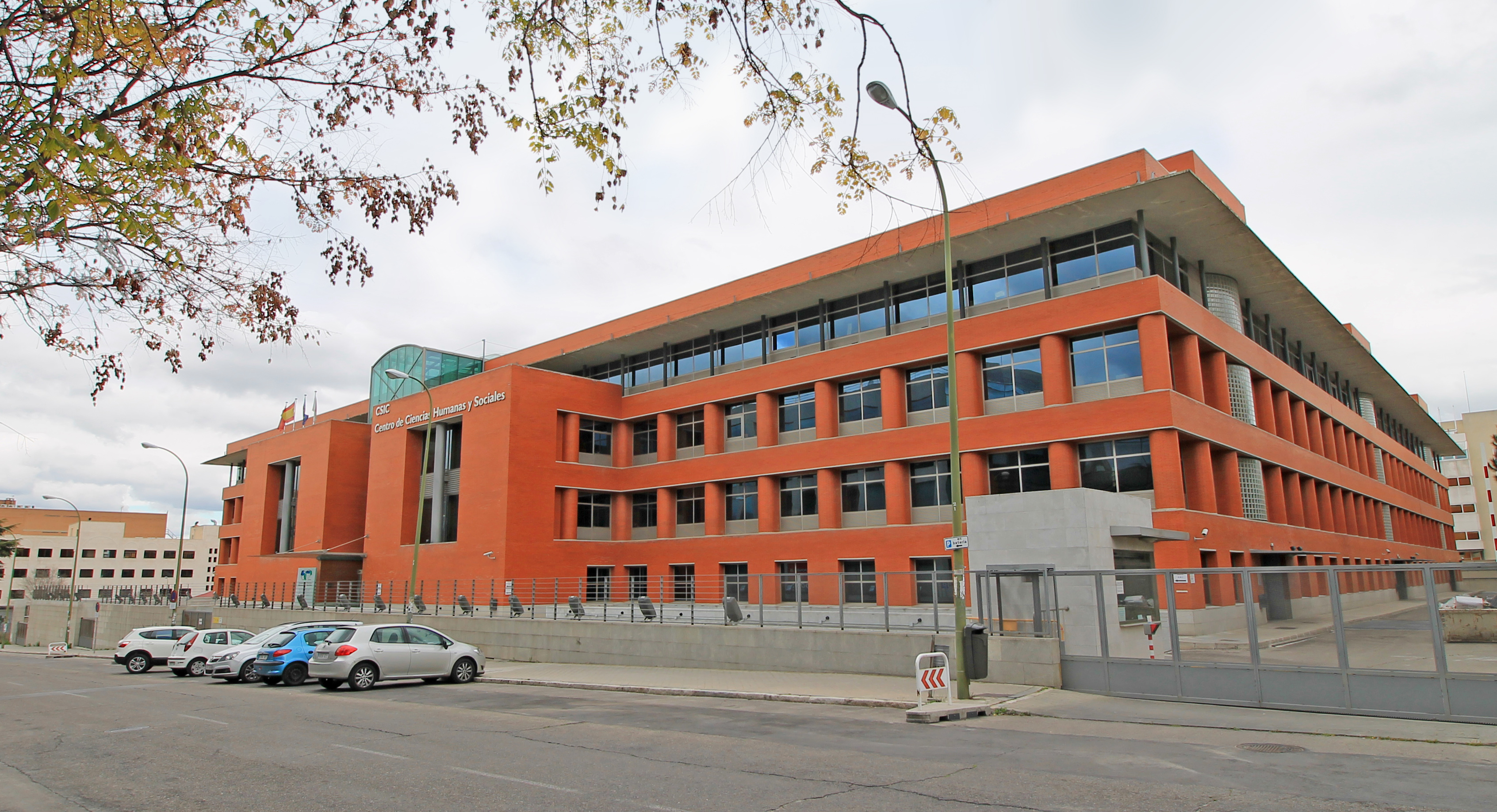
Sede del Centro de Ciencias Humanas y Sociales (CCHS) en Madrid.

Por su carácter multidisciplinar y multisectorial el CSIC cubre todos los campos del conocimiento. Su actividad, que abarca desde la investigación básica hasta el desarrollo tecnológico, se organiza en torno a tres grandes áreas globales:
- Área Global Vida
- Área Global Materia
- Área Global Sociedad

Estas áreas globales integran ocho áreas científico-técnicas:
- Área 1. Humanidades y Ciencias Sociales[24]
- Área 2. Biología y Biomedicina[25]
- Área 3. Recursos Naturales[26]
- Área 4. Ciencias Agrarias[27]
- Área 5. Ciencia y Tecnologías Físicas[28]
- Área 6. Ciencia y Tecnología de Materiales[29]
- Área 7. Ciencia y Tecnología de Alimentos[30]
- Área 8. Ciencia y Tecnologías Químicas[31]

## Infraestructuras científicas
El CSIC proporciona servicios a toda la comunidad científica a través de su actividad como gestor de Infraestructuras Científicas y Técnicas Singulares (ICTS) reconocidas por el Ministerio de Ciencia e Innovación: instalaciones únicas o excepcionales con un coste de inversión y mantenimiento relativamente grande en relación con los presupuestos de inversiones de I+D en el área donde se encuadra su actividad. Su importancia y carácter estratégico justifica su accesibilidad a todo el colectivo científico y a la sociedad en general, y por eso acogen cada año a numerosos investigadores, tanto nacionales como extranjeros. La importancia y repercusión científica y social de las grandes instalaciones es reconocida y respaldada por la Unión Europea.

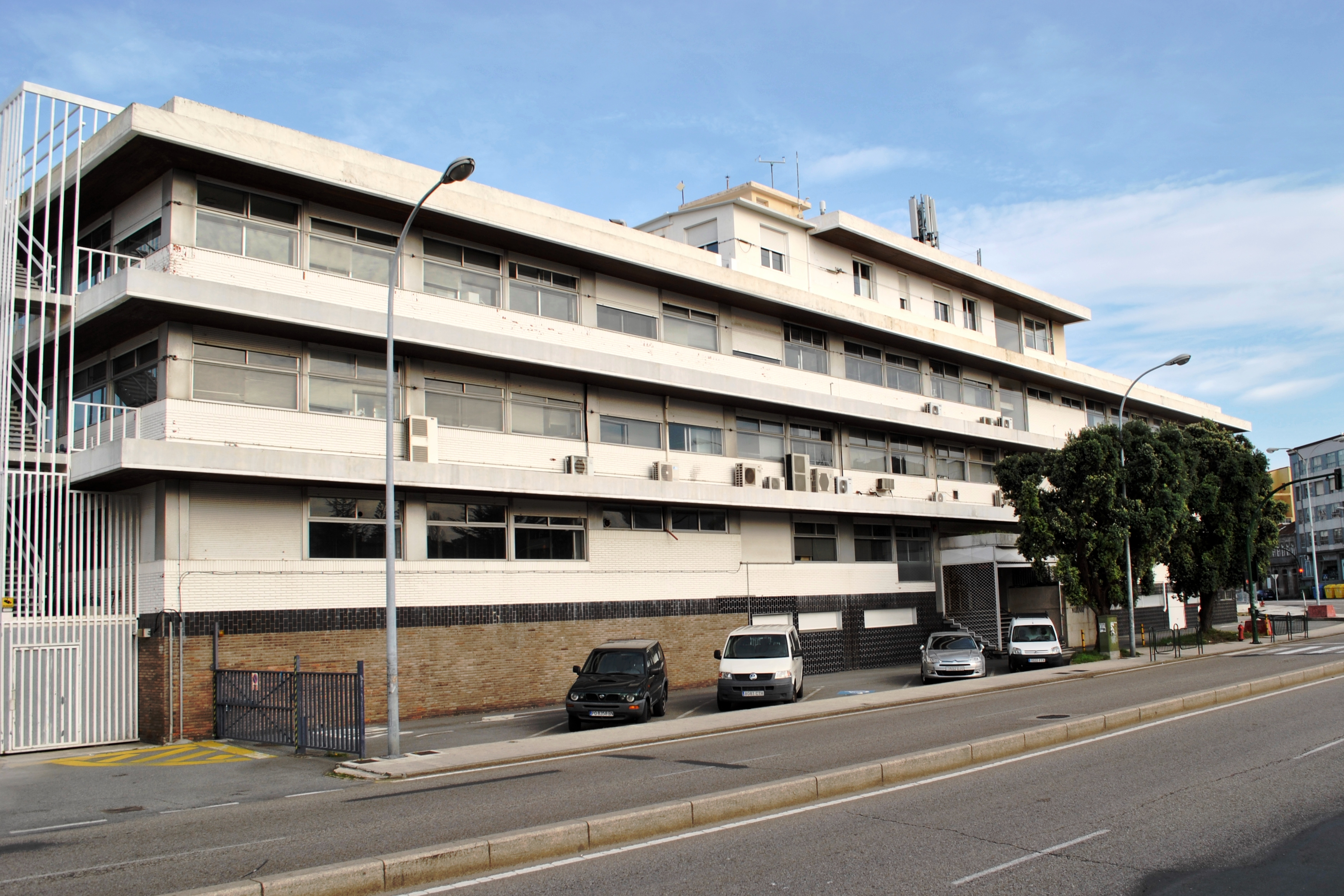
Instituto de Investigaciones Marinas (IIM) del CSIC en la ciudad de Vigo.

El CSIC gestiona las siguientes ICTS españolas:
- Observatorio Astronómico Calar Alto
- Base Antártica Juan Carlos I
- Reserva-Estación Biológica de Doñana
- Sala Blanca Integrada de Microelectrónica
- Centro Nacional de Aceleradores
- NANBIOSIS. Infraestructura integrada de producción y caracterización de nanomateriales, biomateriales y sistemas en biomedicina
- Laboratorio de Resonancia Magnética Nuclear Manuel Rico
- Buques de la flota oceanográfica del CSIC:
  - Buque Oceanográfico Sarmiento de Gamboa
  - Buque Oceanográfico García del Cid
  - Buque Oceanográfico Mytilus
- Buques de la flota oceanográfica del IEO/CSIC (tras la inclusión del Instituto Español de Oceanografía):
  - Buque Oceanográfico Ángeles Alvariño
  - Buque Oceanográfico Ramón Margalef
  - Buque Oceanográfico Francisco de Paula Navarro
  - Buque Oceanográfico José María Navaz
  - Buque Oceanográfico Lura

Y la parte española de dos grandes infraestructuras científicas europeas:
- SpLine: la línea española en el Laboratorio Europeo de Radiación Sincrotrón (ESRF)
- Instituto Max von Laue-Paul Langevin

## Institutos, centros y unidades

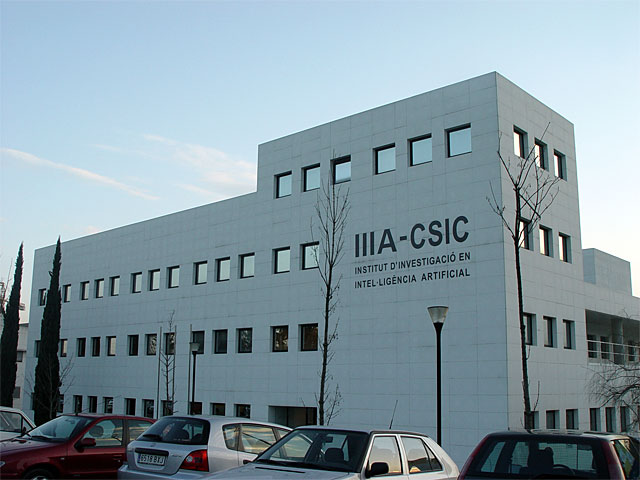
Instituto de Investigación en Inteligencia Artificial, perteneciente al CSIC.Radicado en el Campus de Bellaterra de la Universidad Autónoma de Barcelona.

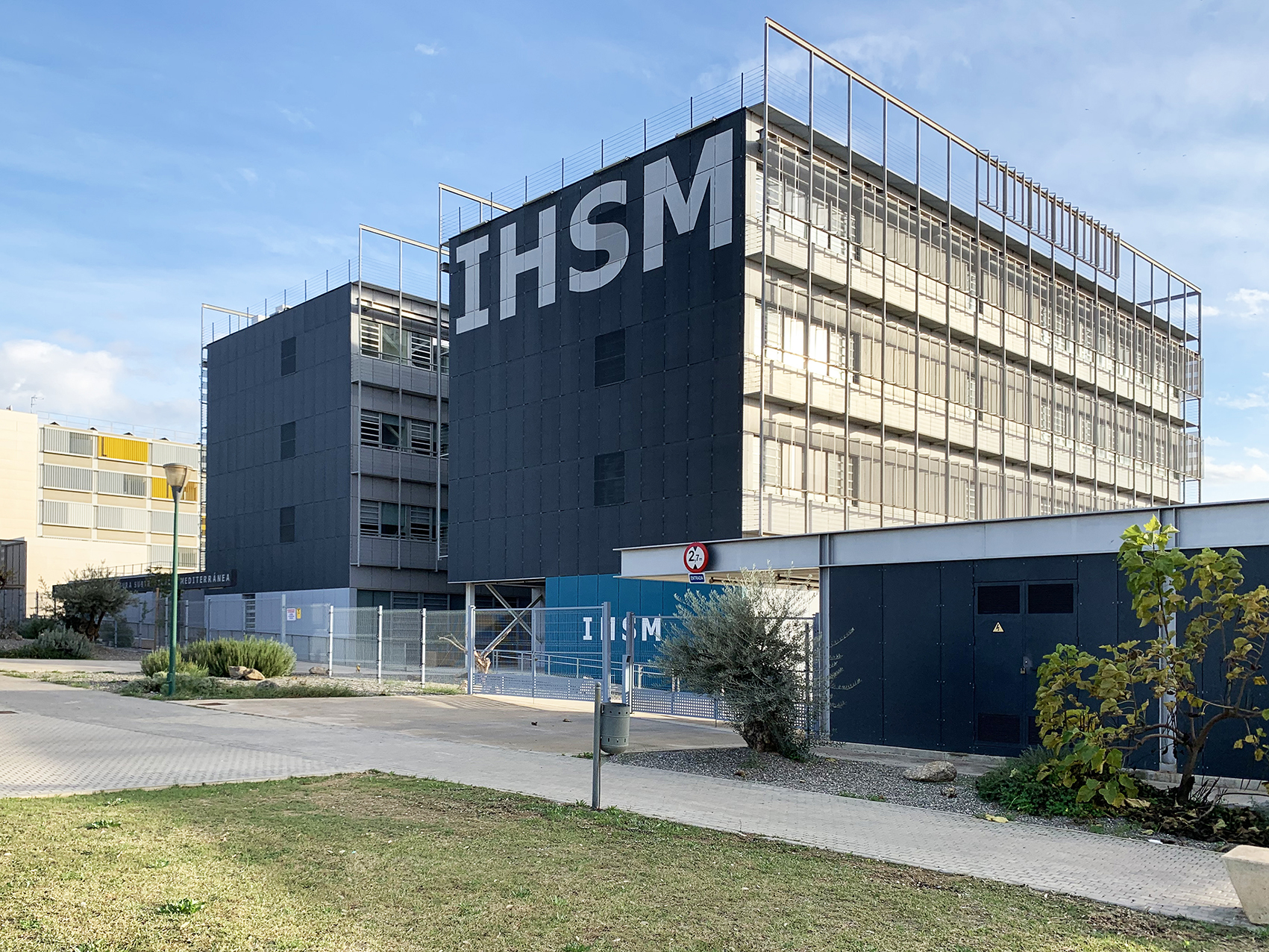
Instituto de Hortofruticultura Subtropical y Mediterránea en Algarrobo, Málaga.

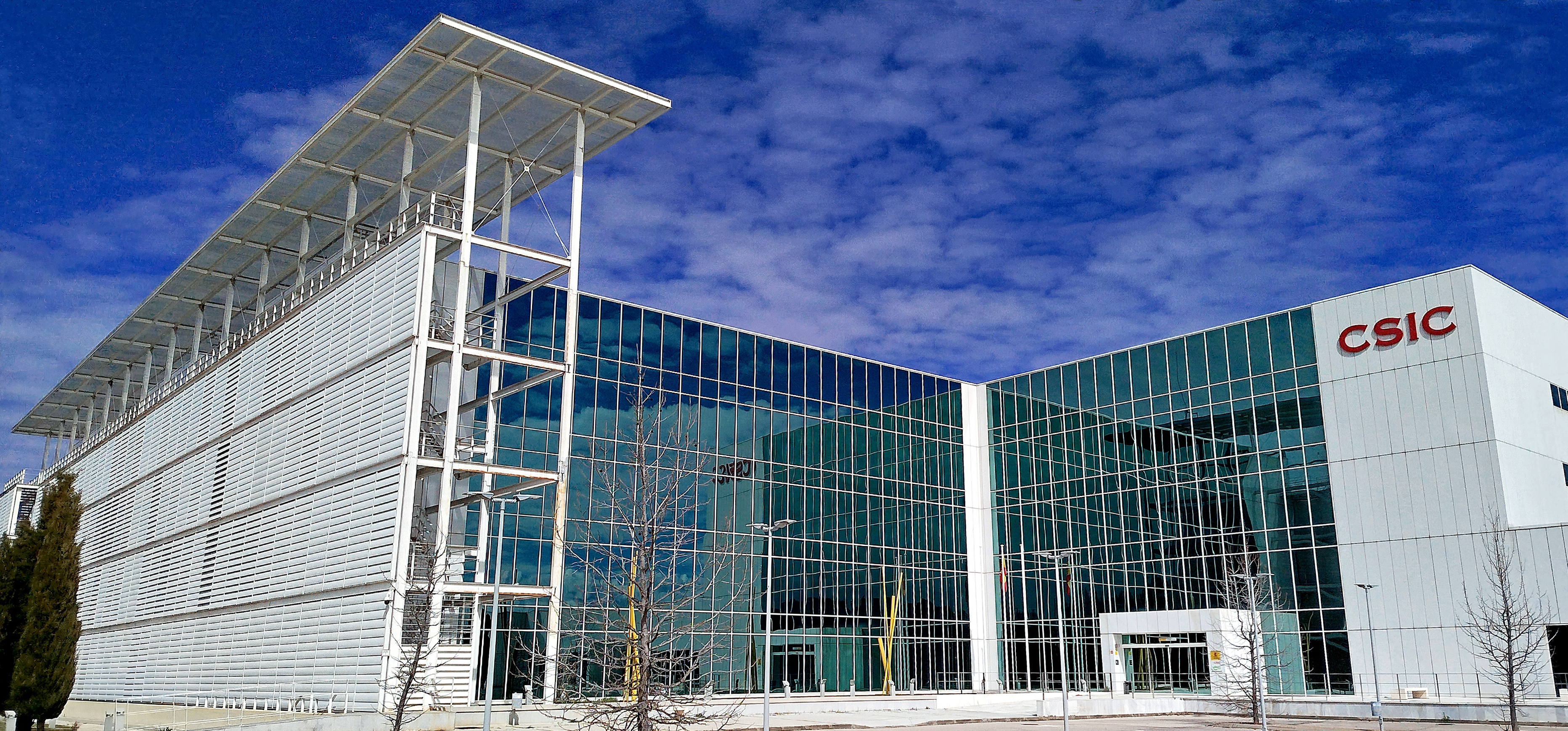
Centro de Investigaciones Interdisciplinares de Alcalá en Alcalá de Henares.

El CSIC está constituido por una red de centros e institutos, propios y mixtos (cogestionados con Universidades, comunidades autónomas y otros organismos), que se distribuyen por todas las comunidades autónomas, con excepción de la Escuela Española de Historia y Arqueología en Roma (Italia).
El CSIC cuenta con 121 institutos de investigación (69 propios, 50 mixtos y dos asociados), tres centros nacionales, 10 centros de integración de servicios (siete propios y tres mixtos) y cuatro unidades técnicas especializadas.
Los centros e institutos del CSIC llevan a cabo investigación científica de forma autónoma e independiente. Todos ellos poseen la figura del director, y se organizan en departamentos que agrupan equipos de investigación afines en sus temáticas de investigación. Así como los grupos de investigación son las unidades operativas de la investigación, los centros e institutos son las unidades operativas de gestión y organización de la actividad del CSIC.
Los centros e institutos se agrupan en las tres grandes Áreas Globales y en las ocho Áreas Científico-Técnicas, de acuerdo con el perfil de la investigación que llevan a cabo. En algunos casos, las líneas de investigación abordadas en un centro/instituto hacen que este forme parte de más de un Área Científico-Técnica.
Asimismo, centros e institutos se agrupan territorialmente por comunidad autónoma. Algunas de ellas cuentan con Delegaciones Institucionales, que son la primera línea de interacción y respuesta del CSIC en asuntos de ámbito autonómico.
A los centros e institutos del CSIC hay que añadir las unidades de investigación y las cerca de 160 Unidades Asociadas constituidas por grupos o departamentos universitarios, hospitales o centros tecnológicos que trabajan en líneas y proyectos estrechamente relacionados con el CSIC.

## Organización

### Órganos de gobierno
Los órganos de gobierno del CSIC son la presidencia, con capacidad ejecutiva, y el Consejo Rector. Ambos cuentan con el apoyo de varios órganos colegiados: la Comisión de Control, el Comité Científico Asesor y el Comité de Ética.

### Órganos directivos
El CSIC cuenta con varios órganos directivos: cuatro Vicepresidencias —Vicepresidencia de Investigación Científica y Técnica (VICYT), Vicepresidencia de Organización y Relaciones Institucionales (VORI), Vicepresidencia de Relaciones Internacionales (VRI) y Vicepresidencia de Innovación y Transferencia (VIT)—, la Secretaría General (SEGE) y el Gabinete de la Presidencia.

### Delegaciones institucionales
Para agilizar los procesos de relación institucional del CSIC o de sus centros/institutos el CSIC cuenta con Delegaciones Institucionales, dirigidas por Coordinadores Institucionales, en todas las comunidades autónomas y dos en el extranjero (Bruselas y Roma). Las Delegaciones son la primera línea de interacción y respuesta del CSIC en asuntos de ámbito regional o, en el caso de la Delegación de Bruselas, en asuntos relacionados con la Unión Europea.

### Personal investigador
El personal funcionario científico-investigador se estructura en tres categorías:
- Profesor de investigación
- Investigador científico
- Científico titular

## Financiación
El CSIC se financia fundamentalmente con fondos públicos de los presupuestos generales del Estado:
|                                        | 1996  | 1997  | 1998  | 1999  | 2000  | 2001  | 2002  | 2003  | 2004  | 2005  | 2006  | 2007  | 2008   | 2009   | 2010   | 2011   | 2012   | 2013   | 2014   | 2015   | 2016   | 2017   | 2018   | 2019   | 2020 | 2021   | 2022   |
| -------------------------------------- | ----- | ----- | ----- | ----- | ----- | ----- | ----- | ----- | ----- | ----- | ----- | ----- | ------ | ------ | ------ | ------ | ------ | ------ | ------ | ------ | ------ | ------ | ------ | ------ | ---- | ------ | ------ |
| CSIC (total incluyendo fondos propios) | 341,4 | 204,5 | 215,7 | 238,7 | 261,8 | 279,4 | 306,6 | 334,3 | 370,7 | 411,7 | 483,4 | 800,5 | 879,2  | 835,8  | 728,6  | 681,9  | 665,0  | 595,0  | 594,6  | 626,6  | 621,9  | 737,0  | 726,6  | 727,68 |      |        |        |
| CSIC (PGE)                             | 198,0 |       |       |       |       |       |       |       |       |       |       | 556,7 | 621,9  |        |        |        |        |        |        |        |        | 460,1  | 466,0  | 465,7  |      | 907.85 | 1121,9 |
| Empleados                              | 8 362 |       |       |       |       |       |       |       |       |       |       |       | 11 174 | 12 147 | 12 789 | 12 961 | 12 092 | 11 000 | 10 657 | 10 462 | 10 939 | 11 085 | 10 642 | 10 541 |      | 12 246 |        |

## Presidentes del CSIC
| Inicio     | Final      | Presidente                    |
| ---------- | ---------- | ----------------------------- |
| 30/12/1939 | 31/08/1967 | José Ibáñez Martín            |
| 31/08/1967 | 23/07/1971 | Manuel Lora Tamayo            |
| 21/08/1971 | 24/09/1973 | José Luis Villar Palasí       |
| 12/10/1973 | 09/10/1974 | Enrique Gutiérrez Ríos        |
| 25/10/1974 | 11/02/1977 | Eduardo Primo Yúfera          |
| 11/02/1977 | 15/03/1978 | Justiniano Casas Peláez       |
| 15/03/1978 | 22/07/1980 | Carlos Sánchez del Río Sierra |
| 22/07/1980 | 28/03/1983 | Alejandro Nieto García        |
| 28/03/1983 | 17/05/1984 | José Elguero Bertolini        |
| 17/05/1984 | 10/10/1988 | Enrique Trillas Ruiz          |
| 10/10/1988 | 01/07/1991 | Emilio Muñoz Ruiz             |
| 01/07/1991 | 01/08/1992 | Elías Fereres Castiel         |
| 17/09/1992 | 18/06/1996 | José María Mato de la Paz     |
| 18/06/1996 | 09/09/2000 | César Nombela Cano            |
| 09/09/2000 | 22/02/2003 | Rolf Tarrach Siegel           |
| 22/02/2003 | 15/05/2004 | Emilio Lora-Tamayo D'Ocon     |
| 15/05/2004 | 24/04/2008 | Carlos Martínez Alonso        |
| 25/04/2008 | 13/01/2012 | Rafael Rodrigo Montero        |
| 13/01/2012 | 17/11/2017 | Emilio Lora-Tamayo D'Ocon     |
| 17/11/2017 | 21/06/2022 | Rosa María Menéndez López     |
| 21/06/2022 | actualidad | María Eloísa del Pino Matute  |

## Medallas de Oro del CSIC
El CSIC entrega desde 1989 la Medalla de Oro a diferentes personalidades e instituciones por “su extraordinaria contribución al conocimiento y desarrollo de la ciencia”. Es la máxima distinción concedida por el organismo.

## Premios Nacionales de Investigación

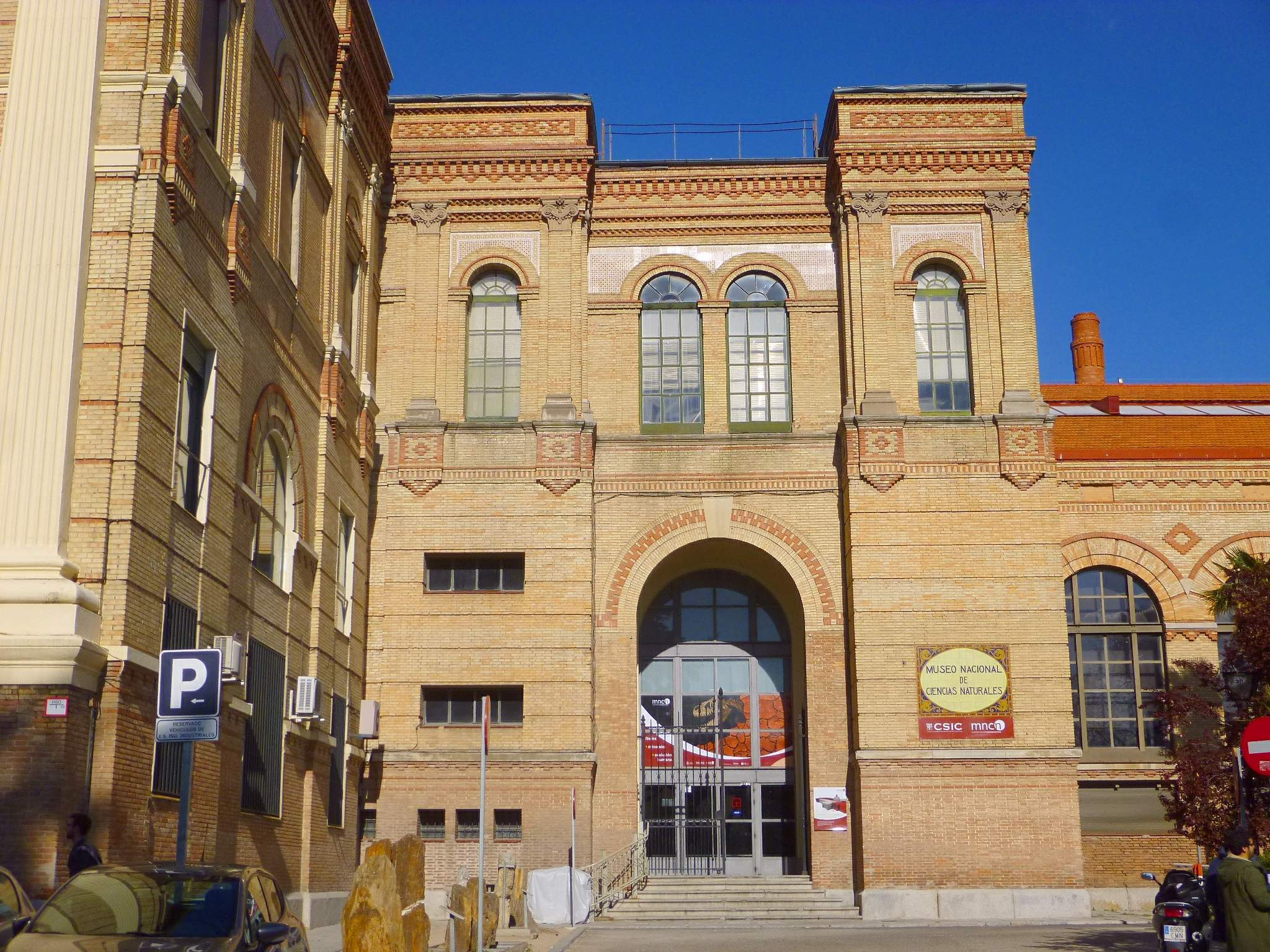
Museo Nacional de Ciencias Naturales, perteneciente al CSIC.

El CSIC cuenta con más de una treintena de investigadores que han sido galardonados con alguno de los Premios Nacionales de Investigación. A este respecto, por su número, son especialmente destacables los premios Santiago Ramón y Cajal (biología) y Alejandro Malaspina (ciencias y tecnología de los recursos naturales)

## Memoria
El Consejo Rector, a propuesta de la Presidencia, aprueba antes del 30 de junio de cada año la Memoria Anual o Informe General de Actividad correspondiente al año inmediatamente anterior. Se pueden consultar todas las memorias desde 1940 en la página web de la institución.

## Apariciones en televisión
En 2017, 2018, 2019 y 2020, la sede central del Consejo Superior de Investigaciones Científicas fue el escenario principal para simular la Fábrica Nacional de Moneda y Timbre en la serie de televisión La casa de papel.